# Епархия Киквита
Епархия Киквита (лат. Dioecesis Kikuitensis) — епархия Римско-Католической церкви с центром в городе Киквит, Демократическая Республика Конго. Епархия Киквита входит в митрополию Киншасы.

## История
В 1893 года Святой Престол учредил миссию sui iuris Коанго, выделив её из апостольского викариата Леопольвиля (сегодня — Архиепархия Киншасы). 31 января 1903 года миссия sui iuris Коанго была преобразована в апостольскую префектуру.
В марте 1923 года Римский папа Бенедикт XV издал бреве «In hac sublimi», которым передал часть территории апостольской префектуры Коанго апостольскому викариату Верхнего Касаи (сегодня — Архиепархия Кананги).
28 марта 1928 года Римский папа Пий XI издал бреве «Aucto pastorum», которым преобразовал апостольскую префектуру Коанго в апостольский викариат.
1 апреля 1931 года и 13 апреля 1937 года апостольский викариат Коанго передал часть своей территории для образования новых апостольского викариата Кисанту (сегодня — Епархия Кисанту) и апостольской префектуры Идиофы (сегодня — Епархия Идиофы).
21 февраля 1955 года апостольский викариат Коанго был переименован в апостольский викариат Киквита.
5 июля 1957 года апостольский викариат Киквита передал часть своей территории для образования апостольской префектуры Кенге (сегодня — Епархия Кенге).
10 ноября 1959 года Римский папа Иоанн XXIII выпустил буллу «Cum parvulum», которой преобразовал апостольский викариат Киквита в епархию.

## Ординарии епархии
- епископ Stanislao de Vos S.J.[1] (1911—1928);
- епископ Silvano van Hee S.J. (28.03.1928 — 20.02.1936);
- епископ Enrico van Schingen S.J. (23.12.1935 — 2.06.1954);
- епископ André Lefèbvre S.J. (25.02.1955 — 29.11.1967);
- епископ Alexander Mbuka-Nzundu (29.11.1967 — 14.10.1985);
- епископ Edouard Mununu Kasiala O.C.S.O. (10.03.1986 — 19.11.2016);
- епископ Timothée Bodika Mansiyai (19.11.2016 — по настоящее время).

## Источник
- Annuario Pontificio, Libreria Editrice Vaticana, Città del Vaticano, 2003, ISBN 88-209-7422-3
- Бреве In hac sublimi, AAS 13 (1921), стр. 297  (лат.)
- Бреве Aucto pastorum, AAS 20 (1928), стр. 222  (лат.)
- Булла Cum parvulum, AAS 52 (1960), стр. 372  (лат.)